# Рејн Вилсон
Рејн Персивал Дитрих Вилсон (енгл. Rainn Percival Dietrich Wilson; рођен у Сијетлу, Вашингтон, 20. јануара 1966), амерички је филмски и ТВ глумац и комичар.